# جيسي كلارك
جيسي كلارك (بالإنجليزية: Jessie Clark)‏ هو لاعب كرة قدم أمريكية أمريكي، ولد في 3 يناير 1960 في مقاطعة أشلي في الولايات المتحدة.

## وصلات خارجية
- جيسي كلارك على موقع مرجع كرة القدم المحترفة.كوم (الإنجليزية)